# Ta-Pum!
Ta-Pum! è un gioco di carte cooperativo di Fabien Riffaud e Juan Rodriguez pubblicato nel 2015 ambientato nella vita di trincea della prima guerra mondiale. I giocatori impersonano un gruppo di amici che scelgono di arruolarsi per combattere al fronte e insieme dovranno superare una serie di missioni consecutive fino alla fine della guerra o all'epilogo della morte.

## Il gioco
Ogni giocatore sceglie una "carta soldato" con un suo portafortuna e si dispongono sul tavolo la "carte monumento ai caduti" e la "carte pace". Viene mischiato il mazzo delle "carte tribolazioni", ognuna raffigurante una o più delle 6 possibili minacce (notte, pioggia, neve, maschera, bomba e fischietto) oppure traumi, e 25 di queste vengono poste sulla "carta pace" e le rimanenti sulla "carta monumento ai caduti". Vengono poi distribuiti ai giocatori le tessere supporto.
Il gioco si articola in missioni che i soldati dovranno superare ognuna delle quali si articola in quattro fasi. Nella prima fase il giocatore comandante della missione decide l'intensità della missione distribuendo un determinato numero di carte prese dal mazzo delle "carte tribolazione" poste sulla "carta della pace". Nella seconda fase si procede allo svolgimento della missione; a partire dal comandante e procedendo in senso orario, si potrà scegliere una delle quattro azioni disponibili tra giocare una "carta tribolazione" dalla propria mano, utilizzare il portafortuna del proprio giocatore, fare un discorso ai commilitoni o ritirarsi e giocare una tessera supporto.
Ogni missione potrà proseguire finché non saranno presenti nella terra di nessuno (ovvero al centro del tavolo) contemporaneamente tre minacce identiche. Ogni missione termina con un successo (quando tutti i giocatori si ritirano oppure quando tutti terminano le carte in mano), permettendo di scartare dal gioco tutte le carte nella terra di nessuno, oppure con un fallimento (tre minacce identiche nella terra di nessuno): in questo caso le carte tribolazione andranno rimescolate nel mazzo posto sopra la "carta pace" (il che equivale a dover riaffrontare la missione). Dopodiché, si passa alla fase del supporto. I giocatori che durante la fase missione decidono di ritirarsi, scelgono in segreto un gettone supporto tra quelli a disposizione. Se la missione è un successo, la scelta viene fatta anche dai giocatori che sono rimasti sino alla fine, mentre in caso di fallimento i giocatori rimasti in gioco non effettueranno nessuna scelta. Ogni gettone tessera viene consegnata al giocatore nella posizione indicata sulla tessere. Il giocatore che alla fine avrà il maggior numero di tessere potrà decidere se scartare 2 "carte trauma" davanti a sé o recuperare il suo portafortuna, se la missione è stata superata, oppure scartare una carta trauma se la missione è stata un fallimento.
L'ultima fase, quella del "calo del morale", consiste nel trasferire un numero di carte dal "mazzo delle tribolazioni" posto sulla "carta monumento ai caduti" a quello posto sulla "carta della pace" pari alla somma del numero di carte rimaste in mano ai giocatori (con un minimo di 3 carte). A questo punto il "segnalino comandante di missione" passa al giocatore successivo e il comandante precedente prende un "segnalino discorso" e si parte con una nuova missione. La squadra vince la partita se tutte le carte del "mazzo tribolazione" posto sulla "carta pace" termina (quindi la "carta pace" con la colomba è visibile) e nessuno ha più carte in mano. La squadra perde immediatamente se tutte le carte del "mazzo tribolazione" posto sulla "carta monumento ai caduti" termina oppure se un giocatore colleziona davanti a sé quattro "carte traumi".

## Premi e riconoscimenti
Il gioco ha vinto i seguenti premi e avuto i seguenti riconoscimenti:
- 2015
  - Meeples' Choice: finalista
  - Golden Geek Best Thematic Board Game: finalista
  - Golden Geek Best Innovative Board Game: finalista
  - Golden Geek Best Card Game: finalista
  - Golden Geek Best Board Game Artwork/Presentation: finalista

## Espansioni
Nel 2016 viene pubblicata la prima espansione del gioco dal titolo Ta-Pum! Agli ordini!, che introduce il gioco in solitario e nuove regole per giocare in due. Inoltre, vengono aggiunte le carte missione suddivise in facile, normale e difficile, che permettono ai giocatori d'impostare il gioco in base alla loro esperienza, combinando opportunamente il mazzo, scegliendo un numero variabile di carte missione delle tre differenti difficoltà. In ogni missione il comandante pesca due di queste carte, quindi decide quale conservare. Queste carte riportano un bonus o un malus, le eventuali condizioni per annullarne l'effetto e soprattutto il numero minimo di carte da pescare per ciascun giocatore.